# 井上準之助
井上 準之助（いのうえ じゅんのすけ、1869年5月6日（明治2年3月25日）- 1932年（昭和7年）2月9日）は、日本の政治家、財政家。日本銀行第9、11代総裁。山本、濱口、第2次若槻内閣で大蔵大臣に就任。貴族院議員。位階は従二位。

## 生涯
帝大卒業後に山本達雄の勧めで日本銀行に入行。日銀では高橋是清の知遇を受け営業局長にまで昇進。ニューヨークへの転勤を経て横浜正金銀行に招かれ、のちに高橋の計らいで古巣の日銀の総裁に任命される。日銀総裁時代に起きた昭和金融恐慌の際には高橋と共に混乱の収拾にあたった。
第2次山本内閣で大蔵大臣を務めた際は関東大震災の混乱の中でモラトリアムを断行する。経済界でも辣腕を振るい、第二の「渋沢」と称される存在となった。
田中義一内閣で外務大臣候補とされるなど立憲政友会に近い人物と目されていた。しかし、金融システムの安定と経済界の整理を推進する井上に対し、銀行の正当化を進める田中政友会は衝突し、更に田中政友会の中国政策にも井上は不満を感じていた。井上は金本位制への復帰を目指す立憲民政党の濱口雄幸からの依頼で、民政党員でないにもかかわらず濱口内閣の大蔵大臣として入閣した。
1926年、環太平洋の諸国で移民や通商、人種等の問題を話し合う太平洋問題調査会が発足。井上は理事長に就任した。同調査会は前年に開催された太平洋関係調査研究会を恒久的な組織としたもので、日本のほかアメリカ合衆国、オーストラリア、カナダ、ニュージーランドが参加した。
1929年までは、金解禁は「肺病患者にマラソン競争をさせるようなものだ」と述べていたが、大臣としては緊縮財政路線を取り金解禁を実現させた。しかし、世界恐慌もあいまって日本経済はデフレーションに陥った（昭和恐慌）。濱口雄幸の退陣後に首相となった若槻禮次郎による第2次若槻内閣でも再び大蔵大臣となり、金解禁政策をあくまでも堅持した（ドル買い問題も参照）。民政党政権を支えた井上は政友会総裁を退いた先輩の高橋是清には礼を尽くしたが、高橋の直弟子で政友会の財政金融の第一人者となっていた三土忠造とは政敵として激しく批判を繰り広げた。井上蔵相が自分の政治生命を守ることに執着したせいで、国民、特に中小企業と農民層が犠牲になったととられ、また、緊縮財政を進める中で、海軍の予算を大幅に削減したことは、海軍軍令部や右翼の恨みを買い、統帥権干犯問題と血盟団事件を招いた。
満洲事変が勃発すると、井上は同郷（大分）の南次郎陸相と親しいこともあって若槻首相に不拡大対応について期待されていた。しかし事変への対応が後手に回る中で、民政党の実力者で内相である安達謙蔵が協力内閣運動を推進すると外相の幣原喜重郎とともにこれに反対した。若槻内閣が内部分裂で倒れると井上財政は終焉し、高橋是清蔵相の元で積極財政を推進する政友会の犬養内閣が成立した。
野党に転落した民政党を井上はあくまでも支えた。元老である西園寺公望に次の内閣総理大臣候補として期待されていたという。民政党の総務を任され、第18回衆議院議員総選挙の選挙委員長も引き受けた。しかし、蔵相時代の経済の悪化などを理由に血盟団から暗殺の標的にされ、昭和7年（1932年）2月9日、選挙への応援演説会場であった東京市本郷区（現在の文京区）の駒本小学校へ到着した直後に、小沼正に射殺された。青山霊園に土葬で葬られ、隣には盟友であった濱口雄幸の墓がある。
日本経済聯盟会（日本経済団体連合会の前身）の結成や東洋文庫の創設に尽力。また、日本でのゴルフ普及の功労者でもあり、東京で最初のゴルフ場である『東京ゴルフ倶楽部』の設立呼びかけ人となっている。
葬儀の際、棺には白楽天の詩集、端渓の硯のほか、ゴルフ道具一式が納められた。

## 経歴
- 1869年（明治2年） - 大分県大鶴村（現：日田市大肥大鶴町）に、造り酒屋「井上酒造」を営む井上清・ひな夫妻の五男として生まれた。生家[10]は、1804年創業の酒蔵であったが、7歳の時に叔父、井上簡一の養子として生家を離れている。しかし、養父の病没で11歳で家督相続したものの、すぐに実家に復籍している[11]。
- 教英中学中退[12]、上京後、成立学舎などに通う。
- 1888年（明治21年） - 仙台の第二高等中学校予科1年次入学。高山樗牛と同級で、卒業時にはそれぞれ法科と文科の首席を分け合う[13]。
- 1893年（明治26年） - 帝国大学英法科入学
- 1896年（明治29年） - 帝大卒業後、日本銀行入行
- 1905年（明治38年） - 大阪支店長
- 1908年（明治41年） - ニューヨーク駐在
- 1911年（明治44年） - 横浜正金銀行副頭取に就任
- 1913年（大正2年） - 横浜正金銀行頭取に就任
- 1919年（大正8年） - 日本銀行総裁に就任
- 1923年（大正12年） - 第2次山本内閣の大蔵大臣に就任
- 1929年（昭和4年） - 濱口内閣の蔵相。金解禁に尽力
- 1930年（昭和5年） - 『世界不景気と我國民の覚悟』（経済知識社）を出版
- 1932年（昭和7年）2月9日 - 選挙運動中に血盟団員小沼正に暗殺される（血盟団事件）。

## 栄典
- 1906年（明治39年）4月1日 - 勲五等瑞宝章[14]
- 1915年（大正4年）11月10日  - 勲四等旭日小綬章[15]
- 1920年（大正9年）11月1日 - 旭日中綬章[16]
- 1929年（昭和4年）3月4日 - 勲二等旭日重光章
- 1916年（大正5年）4月1日 - 勲三等瑞宝章[17]
- 1930年（昭和5年）12月5日 - 帝都復興記念章[18]

## 家族
- 妻は、男爵・毛利重輔の長女・チヨ。
- 息子、井上四郎はアジア開発銀行総裁を務めた。
- 息子、井上五郎の妻は、木戸幸一の三女の井上和子（元宮内庁侍従職女官長）[19]。
- 娘婿に三宅重光（日銀理事、東海銀行頭取・会長、東海旅客鉄道会長[20]）。

## 登場する作品
- 日本暗殺秘録 - 演：野村鬼笑
- 城山三郎『男子の本懐』- 濱口雄幸と共に主人公
  - 長時間ドラマ『男子の本懐』（1981年のNHKドラマ特番）- 城山の小説を原作にしたドラマ。近藤正臣が井上を演じた。